# جيمي روبسون
جيمي روبسون (بالإنجليزية: Jimmy Robson)‏ (23 يناير 1939 في درم، إنجلترا - 14 ديسمبر 2021) هو لاعب كرة قدم إنجليزي دولي سابق.

## المسيرة الاحترافية

### أندية لعب لها
- نادي بيرنلي
- نادي بلاكبول
- نادي بارنسلي
- نادي بوري

## روابط خارجية
- جيمي روبسون على موقع قاعدة بيانات كرة القدم.إي يو (الإنجليزية)
- جيمي روبسون على موقع Soccerway.com (الإنجليزية)